# 心叶铁线莲
心叶铁线莲（学名：Clematis ranunculoides var. cordata）为毛茛科铁线莲属下的一个变种。

## 扩展阅读
- 維基物種上的相關：心叶铁线莲